# Clásica a los Puertos de Guadarrama 2007
La Clásica a los Puertos de Guadarrama 2007, trentesima edizione della corsa e valida come evento dell'UCI Europe Tour 2007 categoria 1.1, si svolse il 26 agosto 2007 su un percorso di 146 km. Fu vinta dallo spagnolo Héctor Guerra che terminò la gara in 3h17'55", alla media di 44,26 km/h.
Al traguardo 53 ciclisti portarono a termine il percorso.

## Ordine d'arrivo (Top 10)
| Pos. | Corridore               | Squadra        | Tempo    |
| ---- | ----------------------- | -------------- | -------- |
| 1    | Héctor Guerra           | Liberty Seg.   | 3h17'55" |
| 2    | Alejandro Valverde      | C. d'Epargne   | a 41"    |
| 3    | Daniel Moreno           | Relax-GAM      | s.t.     |
| 4    | Carlos Castaño          | Karpin Galicia | s.t.     |
| 5    | David Muñoz Bañón       | Fuerteventura  | a 1'00"  |
| 6    | Óscar Pereiro           | C. d'Epargne   | a 1'42"  |
| 7    | Javier Moreno Bazán     | Extremadura    | s.t.     |
| 8    | Julián Sánchez Pimienta | Relax-GAM      | s.t.     |
| 9    | Eladio Jiménez          | Karpin Galicia | s.t.     |
| 10   | Sergi Escobar           | Grupo Mateos   | a 4'10"  |